# Taxe sur la diffusion en vidéo physique et en ligne de contenus audiovisuels
Lire en ligne

Lire sur Légifrance

La  taxe sur la diffusion en vidéo physique et en ligne de contenus audiovisuels (TSV) est une taxe affectée au Centre national du cinéma et de l'image animée créée en 1993 afin de contribuer au financement de la création en France. Le produit de la taxe est de 25,7 millions d'euros en 2018.

## Historique

### 1993: vidéo sur support physique
Dès la fin des années 1980, le Sénat tente de taxer la location et la vente de vidéos. En 1987 et 1989, le Sénat adopte, sur proposition des commissions des affaires culturelles et des finances, un amendement à la loi de finances pour instaurer une taxe sur le chiffre d'affaires du secteur de la vidéo. La vidéo est à l'époque le dernier mode de consommation du cinéma à ne pas participer au financement de l'industrie cinématographique. Le ministre du budget s'y oppose parce que cette nouvelle taxe est assortie d'une baisse de la TVA. En 1993, le projet de taxe est adopté, sans qu'il soit lié à une baisse de la TVA. L'article 49 de la loi de finances pour 1993 (n° 92‑1376 du 30 décembre 1992) institue une taxe sur les ventes et les locations en France de vidéogrammes destinés à l'usage privé du public taxant à hauteur de 2 % du chiffre d'affaires les éditeurs. Due à compter du 1er juillet 1993 par les éditeurs et les importateurs, cette taxe sur les vidéocassettes devait rapporter environ 30 millions de francs.
L'article 7 de la loi n° 2003-517 du 18 juin 2003, relative à la rémunération au titre du prêt en bibliothèque modifie l'assiette de la taxe codifiée à l'article 302 bis KE du code général des impôts. À partir du 1er juillet 2003, la taxe, supportée jusqu'à présent par les éditeurs, est désormais payée par les détaillants à un taux inchangé de 2 %.
| 1993 | 1994 | 1995 | 1996 | 1997 | 1998 | 1999 | 2000 |
| ---- | ---- | ---- | ---- | ---- | ---- | ---- | ---- |
| 21   | 60   | 70   | 68   | 77   | 79   | 85   | 77   |

### 2004-2006: vidéo à la demande et pornographie
L'article 113 de la loi n° 2004-669 du 9 juillet 2004 relative aux communications électroniques et aux services de communication audiovisuelle modifie le champ d'application de la taxe en l'élargissant aux sites français payants de vidéo à la demande,. La réforme a « pour objet de mettre fin à une certaine inégalité de traitement, en assimilant la vidéo à la demande aux activités de vente et de location de cassettes et de DVD enregistrés, tant au titre des contributions au compte de soutien que des subventions qu'ils peuvent en retirer ». En contrepartie, le CNC versera des aides prévues dans le cadre du soutien à l'industrie cinématographique pour les films commandés à domicile via le câble ou le satellite. Néanmoins le Sénat note dans le projet de loi de finances 2006 que « le caractère embryonnaire de ce nouveau marché ne permet pas d'effectuer des estimations fiables ». Le produit est estimé entre 140 000 euros et 280 000 euros.
En 2005, le député Pierre-Christophe Baguet, propose une « taxation de la pornographie au bénéfice du cinéma de qualité et de création de notre pays »,. L'article 166 de la loi de finances pour 2006 instaure une surtaxe de 10 % pour les vidéos à caractère pornographique et d'incitation à la violence,,.
En 2009, le décret n° 2009-389 du 7 avril 2009 portant incorporation au code général des impôts de divers textes modifiant et complétant certaines dispositions de ce code transfère la taxe 302 bis KE à l'article 1609 sexdecies B du code général des impôts.
| 2001  | 2002  | 2003  | 2004  | 2005  | 2006  | 2007  | 2008  | 2009  |
| ----- | ----- | ----- | ----- | ----- | ----- | ----- | ----- | ----- |
| 12,79 | 19,84 | 24,54 | 38,26 | 37,46 | 35,32 | 33,30 | 32,76 | 32,91 |

### 2013: plateformes étrangères (dite «taxe Netflix»)

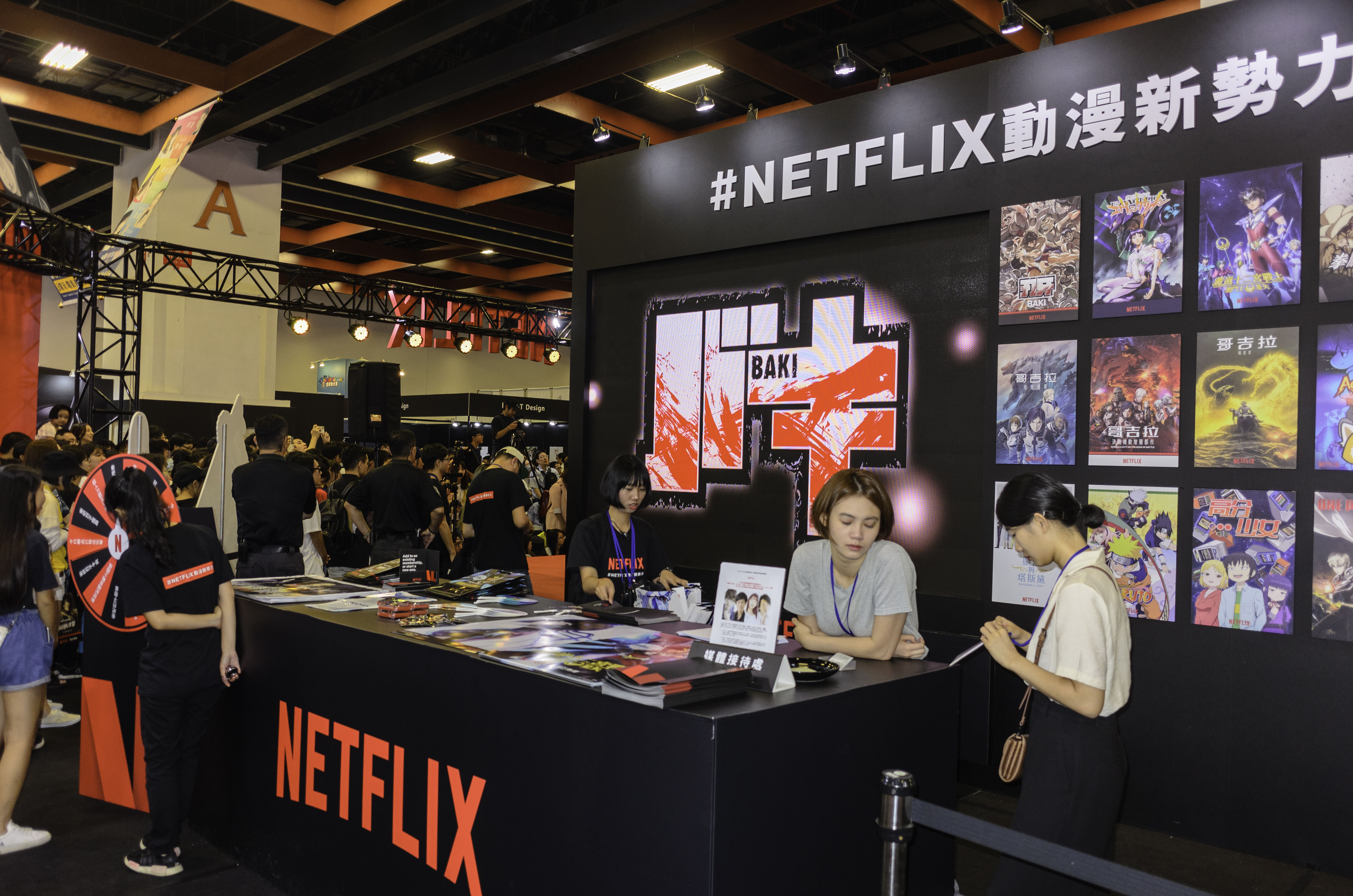
L'abonnement Netflix est taxé depuis 2018.

Lors de la loi de finances rectificative pour 2013, le Parlement a étendu la taxe aux plateformes de vidéos payantes installées à l'étranger sur leur chiffre d'affaires réalisé en France grâce à leurs abonnés,. Les principales plateformes visées sont : Netflix, Amazon Vidéo, Itunes, Disney+...
Cela fait suite au rapport de la Mission Lescure qui souligne que le rendement de la taxe vidéo « est en baisse régulière depuis 2004 (il est passé de 38 millions d'euros en 2004 à 32 millions d'euros en 2011) : la location de vidéo physique est devenue un usage marginal et le chiffre d'affaires des ventes de vidéo physiques diminue d'année en année, alors que le rendement de la taxe VàD reste limité, en partie à cause des lacunes juridiques qui empêchent d'appréhender l'ensemble des acteurs ».
Dans certains cas, le calcul des sommes à payer n'est pas simple. Amazon inclut la vidéo dans son abonnement Amazon Prime offrant la livraison rapide. Bercy aurait mis sur pied une formule afin de déterminer la part de la vidéo dans cet abonnement.
Malgré cette révision de l'assiette, un an plus tard, l'Inspection générale des finances liste la taxe parmi les 192 taxes à faible rendement et préconise sa suppression.

### 2016: plateformes gratuites (dite «taxe YouTube»)
Une première tentative est faite en 2007. Le 6 décembre 2007, l'Assemblée nationale adopte un amendement déposé par Marie-Hélène des Esgaulx, rapporteur spécial de la mission « Culture », dans le cadre du projet de loi de finances rectificatives pour 2007. Cet amendement prévoit d'instaurer une taxe sur les recettes publicitaires générées par les vidéos proposées sur Internet. L'absence de chiffrage du produit, des coûts de gestion de la taxe, de concertation préalable et l'existence de taxes touchant déjà la VOD inciteront le Sénat à suivre l'avis du ministre du Budget, Éric Woerth, en rejetant le projet de taxe.
Quasiment dix ans plus tard, un amendement similaire est adopté à l'initiative de députés, et en dépit de l'avis défavorable du gouvernement, dans la loi de finances rectificative pour 2016. Il prévoit l'élargissement de l'assiette de la taxe en ajoutant les recettes publicitaires et de parrainage des sites payants ou gratuits de vidéo en ligne,. Les principales plateformes visées sont : YouTube, Twitch, DailyMotion, Pornhub... Le CNC, qui est le bénéficiaire de cette réforme, s'est impliqué durant le processus législatif en distribuant ses éléments de langages aux députés sous la forme d'une note non signée.
Les sites d'information et les sites de bandes-annonces et de promotions de films comme Allociné sont exclus. Cette nouvelle modification de l'assiette est destinée à enrayer la baisse du marché de la vidéo physique (DVD et Blu-ray) et trouver un moyen détourné de taxer les entreprises qui pratiquent l'optimisation fiscale pour payer le moins d'impôts possible en France. La taxe est renommée en « taxe sur la diffusion en vidéo physique et en ligne de contenus audiovisuels ». Le secrétaire d'État au Budget, Christian Eckert, estime le produit de cette taxe à un million d'euros et en plus son recouvrement serait difficile auprès de diffuseurs étrangers et qui ne serait perçue que lorsque des Français visionnent ces vidéos. Autrement dit, « si le diffuseur et l'annonceur ne sont pas situés en France, les chances de recouvrement pour la France semble être minces ».

### 2018: mise en œuvre des réformes de 2013 et 2016
Ce n'est qu'au 1er janvier 2018 qu'entrent en vigueur la taxe sur les recettes publicitaires et l'extension de la taxe vidéo aux plateformes payantes établies à l'étranger. À la suite d'un examen de la Commission européenne, Bruxelles donne son accord en 2017 pour qu'un État puisse taxer une entreprise basée dans un autre État-membre de l'Union. Dans la foulée le décret n° 2017-1364 du 20 septembre 2017 est publié pour mettre en œuvre les dispositions établies dans les lois de finances rectificatives 2013 et 2016,.
Pour l'exercice 2019, alors que Netflix, Google, Dailymotion, Amazon ou Jacquie et Michel ont payé la taxe, Bercy n'a pas pu collecter la taxe auprès de Facebook, Snapchat, Tik Tok et les sites pornographiques basés à l'étranger. Bien que Facebook estime être exonéré au motif que les contenus audiovisuels sont secondaires, l'entreprise se dit prête à payer, mais elle demande aux autorités françaises de lui indiquer la fraction de son chiffre d'affaires soumise à cette taxe. Snapchat estime également ne pas être redevable de cette taxe.

### 2020: taux passe de 2 à 5,15%

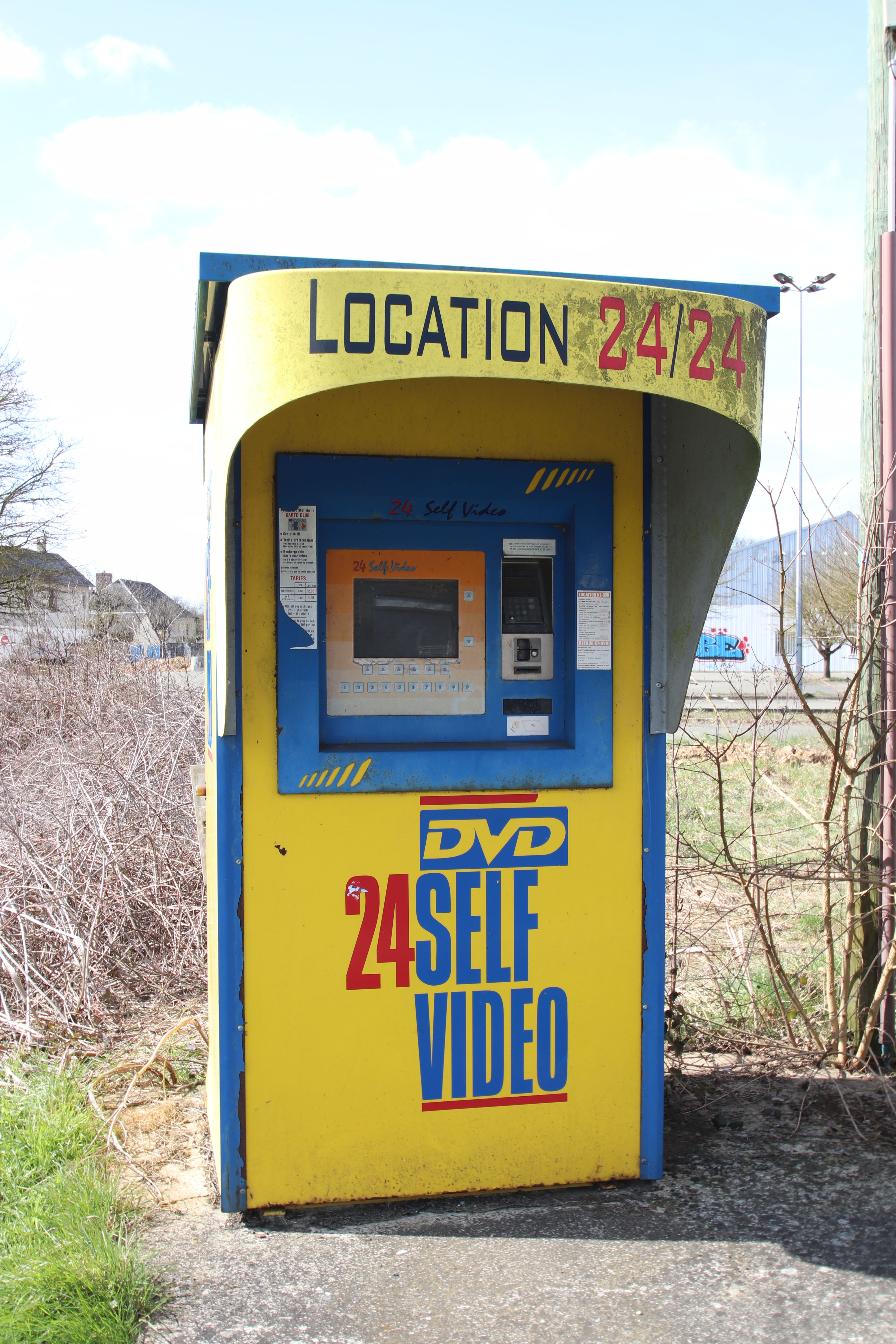
La location de vidéos est taxée depuis 1993.

Après les multiples révisions de l'assiette, le projet de loi de finances 2020 révise le taux afin d'harmoniser le taux de deux des taxes affectées au CNC afin d'assurer une meilleure équité entre des contributeurs qui sont en concurrence directe sur le marché de la diffusion des contenus audiovisuels. Le taux de la taxe sur la diffusion en vidéo physique et en ligne de contenus audiovisuels (TSV) fixé à 2 % depuis la création de la taxe en 1993 grimpe à 5,15 %, et passe de 5 à 15 % pour les contenus pornographique ou violent,. Alors que le taux de la taxe sur les services de télévision due par les éditeurs de services de télévision (TST-E) passe de 5,65 % à 5,15 %. Cette réforme devrait mécaniquement doubler le produit de la taxe « en 2020 passant de 34,2 millions l'an dernier à plus de 70 millions d'euros, soit près de 10 % des recettes du CNC ».

## Caractéristiques

### Redevables
Cette taxe est due par les loueurs et les vendeurs de vidéos sur support physique (DVD et Blu-ray) à raison du chiffre d'affaires hors TVA issu de la vente et de la location de vidéos, du chiffre d’affaires généré par les abonnements, ou des revenus publicitaires pour les sites gratuits. Les services de VOD gratuite avec publicité (YouTube), VOD transactionnelle (myCanal ou UniversCiné) ou VOD avec abonnement (Amazon Prime, OCS Go ou Filmin), installés en France ou à l'étranger, sont également concernés par la taxe.
Le taux est fixé à 5,15 % et majoré à 15 % quand les recettes proviennent de la diffusion d'œuvres et documents qui sont classés par la Commission de classification des œuvres cinématographiques dans la catégorie des films X pour leur caractère pornographique ou d’incitation à la violence. L'article 1609 sexdecies B prévoit un mécanisme d'abattement pour les contenus amateurs,,. L’industrie française du porno a tenté, en vain, de convaincre des sénateurs de s'opposer à la hausse de la taxe en indiquant que « « les éditeurs Français ont d’énormes difficultés par rapport à la concurrence des plateformes illégales ou étrangères, comme Youporn, qui ne respectent aucune règle ».

### Bénéficiaire
Pour des raisons techniques, il est temporairement impossible d'afficher le graphique qui aurait dû être présenté ici.

Le produit de la taxe, recouvré par la direction générale des finances publiques (DGFiP) selon les mêmes procédures que la TVA, est affecté au Centre national du cinéma et de l'image animée. Le budget du CNC est constitué pour l'essentiel du produit de trois taxes affectées :
- la taxe sur les services de télévision (TST) qui représente 76 % des recettes du CNC en 2018[37],
- la taxe spéciale additionnelle sur les entrées dans les salles de cinéma (TSA) qui représente 21 %,
- et la taxe sur la vidéo et les services de vidéo à la demande (TSV) qui représente 3 %.

En 2019, la présidente du CNC, Frédérique Bredin, déclare que « les salles de cinéma payent 140 millions d'euros, les chaînes de télé 290 millions et les GAFA (Google, Amazon, Facebook, Apple) une dizaine de millions ».

### Produit
Pour des raisons techniques, il est temporairement impossible d'afficher le graphique qui aurait dû être présenté ici.

| 2010  | 2011  | 2012  | 2013 | 2014 | 2015 | 2016 | 2017 | 2018 | 2019 |
| ----- | ----- | ----- | ---- | ---- | ---- | ---- | ---- | ---- | ---- |
| 32,17 | 31,96 | 30,95 | 25,8 | 22,5 | 19,4 | 17,7 | 16,2 | 25,7 | 34,2 |